# Real Villa della Favorita
Real Villa della Favorita är ett palats i Ercolano i Italien.
Det uppfördes mellan 1762 och 1792 åt Stefano Reggio och Gravina, prins av Aci och Campofiorito (1700-1790). År 1768, med arbetet just avslutat, organiserade prinsen en överdådig mottagning för att hedra det nygifta kungaparet Ferdinand I av Bägge Sicilierna och Maria Carolina av Österrike. Villan testamenterades till kungaparet 1790. 

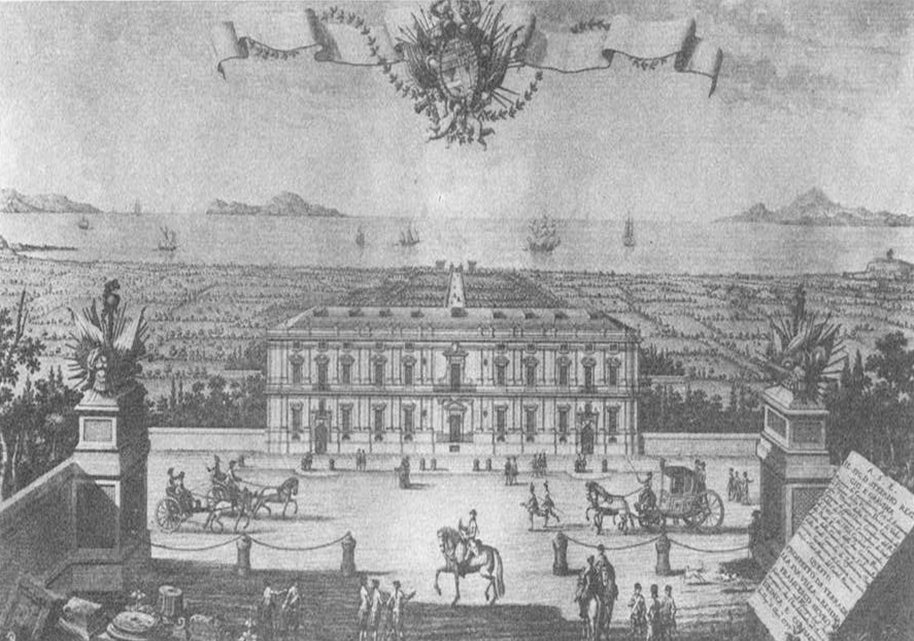
Villa Favorita.